# 스베달라시

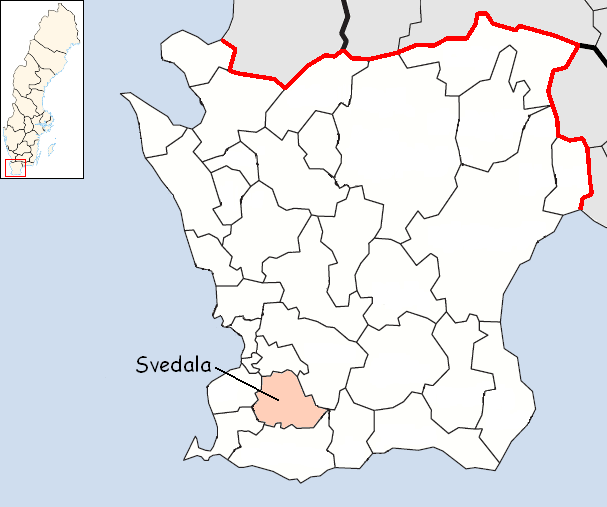
스베달라 시의 위치

스베달라시(스웨덴어: Svedala kommun)는 스웨덴 스코네주에 위치한 지방 자치체로 행정 중심지는 스베달라이며 면적은 227.12km2, 인구는 19,822명(2016년 12월 31일 기준), 인구 밀도는 87명/km2이다.

시 문장